# Batalla de Munda
La batalla de Munda (17 de marzo del 45 a. C.) fue un enfrentamiento militar librado durante la segunda guerra civil de la República romana, entre las legiones cesarianas del dictador y cónsul Cayo Julio César y el pompeyano Cneo Pompeyo el Joven. La batalla terminó en una decisiva victoria del primero, cuya consecuencia más directa fue que Julio César consiguió el poder absoluto en Roma.
Se desconoce el lugar exacto de la batalla, aunque se la sitúa al sur de Córdoba y en los alrededores del río Genil, en la Bética (aproximadamente la actual Andalucía, en el sur de España).

## Antecedentes

### Gobierno de Longino
Después de la batalla de Ilerda (en la actual Lérida), el 2 de julio de 49 a. C. (calendario juliano), los cesarianos se hicieron con la península ibérica y Cayo Julio César dejó como pretor de la Ulterior a su amigo Quinto Casio Longino, quien quedó con cuatro legiones. Dos de estas legiones, numerosos auxiliares y la mayor parte de la población habían sido pompeyanas.
Cuando los pompeyanos de Quinto Cecilio Metelo Escipión, Marco Porcio Catón y Juba I de Numidia reunieron un ejército en África, Julio César ordenó a Longino atacar Numidia por el oeste con ayuda de Bogud de Mauritania. El pretor reunió cien navíos, tres mil jinetes y una quinta legión. No sucedió nada porque algunos oficiales conspiraron y se amotinaron; pero fueron descubiertos, torturados y ejecutados a excepción de los que pagaron de diez a cincuenta mil sestercios. Esto convirtió el mandato de Longino en una tiranía cruel y fracasada que hizo a los locales propompeyanos.
Estalló una revuelta en Corduba (Córdoba) que fue duramente reprimida, hasta que el cuestor Marco Claudio Marcelo Esernino se unió a los alzados. Longino fue rodeado en Ulia (Montemayor) hasta que Bogud y Marco Emilio Lépido, procónsul de la Citerior, negociaron con el cuestor para permitir al pretor retirarse a Malaca (Málaga).
Finalmente, las legiones se rebelaron. César envió a Gayo Trebonio desde Oriente para reemplazar a Longino. Llegó a la península en el otoño de 47 a. C., recibiendo muestras de obediencia. Las legiones permanecieron en silencio, pero enviaron mensajes secretos a Metelo Escipión expresando su deseo de cambiar de bando. Así, mientras el nuevo pretor no pudo impedir las nuevas revueltas, Longino embarcó sus tesoros mal habidos, pero se ahogó durante una tormenta en la desembocadura del Iberus (Ebro). Tras esto, la posición cesariana colapsó.
Por su parte, César estuvo ocupado en el Mediterráneo oriental: venció a Cneo Pompeyo Magno en Farsalia (29 de junio de 48 a. C.), al faraón Ptolomeo XIII de Egipto a orillas del Nilo (3 de febrero de 47 a. C.), al rey Farnaces II del Bósforo (12 de junio de 47 a. C.) y a Metelo Escipión, Catón y Juba en Tapso (6 de febrero de 46 a. C.). Después regresó a Italia, empezó a realizar una serie de reformas y fue elegido dictador por tercera vez y cónsul por cuarta.

### Rebelión pompeyana
Los últimos dirigentes pompeyanos buscaron refugio en Hispania para luchar por su supervivencia, honor y venganza. Cneo Pompeyo el Joven, hijo mayor de Pompeyo, llegó a las islas Baleares y las tomó sin resistencia. En Ebusus (Ibiza), cayó enfermo y permaneció ahí hasta que los équites Tito Quincio Escápula y Quinto Aponio expulsaron a Trebonio y sublevaron la Bética por el temor que les causaba saber de la muerte de Metelo Escipión y que César enviaba una flota contra ellos.
En octubre de 46 a. C., Pompeyo el Joven desembarcó en la Ulterior y se le unieron las ciudades del litoral. La población de la Bética, rica región del sur hispánico, le proclamó imperator. Empezó a asediar Cartago Nova (Cartagena) y hasta allí viajaron los líderes sublevados para ponerse bajo su mando. Pronto se le unieron los supervivientes liderados por Tito Labieno, antiguo lugarteniente de César en la guerra de las Galias pero enemigo del dictador durante la guerra civil. Destacaban Sexto Pompeyo, hijo menor de Pompeyo, y Publio Atio Varo, jefe de su flota.
Aprovechando el motín de las legiones cesarianas lograron levantar un gran ejército. La mitad de las fuerzas se destinaron a la Ulterior y la otra a asediar Cartago Nova, que junto con Tarraco (Tarragona), había sido una de las pocas urbes que decidieron seguir a César y quedaron sitiadas. Las fuentes no mencionan el resultado del asedio, pero al parecer Cartago Nova nunca cayó.
César contó con el apoyo de varios centros poblados (pero no todos), por lo que encontró oposición. Los pueblos y ciudades ibéricas quedaron en medio de una guerra civil y, aunque muchas intentaron mantenerse al margen del conflicto, su desarrollo las forzó a tomar partido bajo el riesgo de ser sitiadas y saqueadas. La situación era aún más peligrosa para la minoría de colonos con ciudadanía romana. Por este motivo, las ciudades hispanas a debieron tomar partido por un bando u otro de la guerra civil y las que se decantaron por César empezaron a pedir ayuda a Italia.
Trebonio intentó resistir en Ategua, por lo que el legado pompeyano Lucio Munacio Flaco envió a guerreros lusitanos contra la villa, donde se produjo una matanza. Los hombres fueron decapitados y las mujeres y niños empalados. Los cuerpos de todo supuesto cesariano acabaron decorando los muros. Tras esta carnicería y otras similares en Veubi e Hispalis (Sevilla), la región empezó a volverse contraria a Pompeyo el Joven.

### Reacción de César
Después de Tapso, Julio César envió una escuadra con tropas al mando de Cayo Didio a Hispania para prevenir nuevos levantamientos pompeyanos. La flota cesariana zarpó de Sardinia y venció a su contraparte en Carteia, forzándola a abandonar el bloqueo de Cartago Nova y retirarse a Carteia. Didio, mientras tanto, se refugió en Gades (Cádiz).
En noviembre Julio César envió a Quinto Fabio Máximo y Quinto Pedio con refuerzos. Fabio Máximo fue nombrado gobernador de la Citerior y consiguió victorias contra los pompeyanos en Gallaecia; Pedio, como gobernador de la Ulterior, tuvo peor suerte, pues allí eran más fuertes los pompeyanos.
César acabó por darse cuenta de que sus lugartenientes no podían hacer frente a los pompeyanos sin su concurso. Tras dejar Roma a cargo de Marco Antonio y Lépido, el 3 de diciembre dejó la ciudad con rumbo a Hispania. El 29 del mismo mes llegaba a Obulco (Porcuna). Allí se habían atrincherado Fabio Máximo y Pedio, pues estaban totalmente sobrepasados y rogaban ayuda. Durante el viaje escribió un poema breve llamado Iter, «Camino». Llegó tan pronto que ni amigos ni enemigos lo esperaban todavía. Sus tropas llegaron poco después.
Debía actuar rápido, antes que los pompeyanos se hicieran con toda la península y se produjera una situación similar a la creada por Quinto Sertorio décadas antes, cuando un general rebelde se hizo con el control de ese territorio y libró una guerra de diez años. Eso en Hispania era fácil si se contaba con el apoyo local, con sus villas fortificadas ubicadas en las cimas de las numerosas montañas del país se podía realizar una larga resistencia. Por fortuna para él, Pompeyo el Joven temía a César y decidió retirarse a la Bética, donde era más fuerte.
En Obulco se le presentó una embajada secreta de cordobeses que afirmaban haber rendido la ciudad a Pompeyo por no tener medios para resistir. La villa había quedado débilmente guarnecida por Sexto Pompeyo. También llegaron mensajeros desde Ulia, última urbe de la Bética cesariana y bajo asedio pompeyano, a donde envió seis cohortes a cargo de Lucio Junio Pacieco para liberarla, pues fueron las primeras tropas cesarianas en llegar a Obulco. El 4 de enero de 45 a. C. los refuerzos llegaron a Ulia y cuatro días después el propio Julio César salió para Corduba, obligando a Pompeyo el Joven a abandonar el asedio de Ulia cuando estaba por rendirse e ir a reforzar a su hermano.

## Campaña

### Corduba
Tras dos días de marcha, César llegó a Corduba, encontrándose con el enemigo atrincherado en el único puente que cruzaba el río Betis (Guadalquivir). Al no poder vadearlo porque su curso era muy profundo, decidió construir uno nuevo a cierta distancia de la ciudad, lo cruzó e hizo construir tres castra (campamentos) al norte del río. Dos días después, Pompeyo el Joven llegó a Corduba y acampó en la orilla sur, asegurándose el cruce por el puente viejo. Desde el 13 de enero, César respondió cavando una trinchera en la orilla sur, desde su puente al viejo con la esperanza de aislar al enemigo de la ciudad, pero Pompeyo reaccionó cavando una propia para asegurar el acceso a la urbe. César quería aislarlo para forzarlo a librar una batalla campal donde pudiera vencerlo de forma decisiva. Finalmente, el 20 de enero, las fuerzas pompeyanas rompieron las líneas defensivas que vigilaban los trabajos y forzaron a los legionarios cesarianos a retirarse al puente nuevo. Muchos se ahogaron al caer de la construcción en medio del pánico.
César no quería un largo asedio de Corduba y se retiró a Ategua durante la noche, dejando las fogatas encendidas en su campamento. Buscaba tomar las plazas fuertes pompeyanas menores y reabastecerse. Precisamente sabía que en Ategua había gran cantidad de grano. Además, ordenó abandonar todo el material militar no indispensable para que Pompeyo creyera que se retiraba precipitadamente. Su plan era atraerlo y alejarlo de la reserva de treinta mil hombres que el hermano de Pompeyo, Sexto, tenía en Córdoba. Pompeyo el Joven deseaba la batalla, confiado en su fuerza, pero sus oficiales más experimentados le aconsejaban desgastar lentamente a César.
En la madrugada, Pompeyo se dio cuenta de que su enemigo no estaba y decidió entrar victorioso en Corduba. Era invierno y controlaba la mayor parte del territorio. Gracias a los consejos de Labieno procuraba evitar el combate abierto y se dedicaba a hacer pasar hambre a los cesarianos. Las tropas de Julio César padecían de hambre y frío. Ordenó mejorar las defensas de la ciudad.
En esos días, Lépido hizo reelegir a César como dictador y cónsul en ausencia.

### Ategua
La villa estaba en una posición alta y bien fortificada en la orilla norte del río Salsum (río Guadajoz). César llegó el 21 de enero e inmediatamente comenzó el asedio. Construyó el campamento en las colinas al oeste, una empalizada de circunvalación con torres para aislar la ciudad y un montículo cerca para llevar a los muros las máquinas de asedio. Entre tanto, las obras de asedio progresaban y los defensores enviaron embajadores a negociar. César rechazó sus términos.
A medida que se fue acercando, los defensores intentaron quemar o socavar las obras. Constantemente lanzaron material inflamable, dardos y misiles. En una ocasión, intentando prender fuego a las obras de asedio el humo intoxicó a los habitantes y muchas casas se incendiaron. La guarnición se componía de romanos sabedores de la matanza de Tapso y estaban poco dispuestos a rendirse; de hecho, ejecutaron a todos los cesarianos locales y lanzaron sus cabezas por encima de las murallas. Había sucedido que los vecinos se amotinaron por hartazgo del asedio.
Inicialmente Pompeyo el Joven creyó que Ategua podía resistir por su cuenta; cambió de parecer al saber del despliegue militar allí realizado. Decidió enviar al legado Flaco para que asumiera el mando de la guarnición. El oficial se infiltró en el campamento del enemigo y, fingiendo estar de inspección y aprovechando que nadie lo conocía, se acercó a las empalizadas; luego dijo a los cesarianos que entraría a la ciudad para convencerlos de abrir las puertas.
Pompeyo el Joven llegó el 28 de enero y acampó en unas colinas al oeste del campamento de César para asegurar sus comunicaciones con Corduba; al día siguiente cruzó el río y estableció un nuevo campamento al sur de Ategua, entre la villa y la vecina Ucubi (Espejo). Sin embargo, las obras de asedio cesarianas y la falta de experiencia de sus legiones le impedían ayudar a los sitiados; en realidad, no hizo ningún intento serio. Entre tanto, César había construido un nuevo campamento en una elevación llamada Castra Postumiana (Castro del Río), al sur del Salsum, amenazando desde ahí a Pompeyo. Este último creyó que Julio César no podría apoyar a la guarnición rápidamente y tomaría la posición si marchaba secretamente entre los valles para asaltarla por sorpresa. En la noche del 4 de febrero realizó la marcha, pero, antes de poder atacar la guarnición, los hombres de César lo detectaron y una lluvia de proyectiles cayó sobre sus hombres. De inmediato, César envió tres legiones a ayudar a sus cohortes y Pompeyo se retiró al amanecer con graves pérdidas.
Dándose cuenta de que César tenía la vía libre hacia Corduba, el 6 de febrero, Pompeyo hizo prender fuego a su campamento, cruzó el arroyo Carchena y construyó un nuevo campamento al sur del original. Así impedía también que la caballería cesariana siguiera atacando sus líneas de suministros, aunque la mayoría de los convoyes consiguió llegar a destino. Decidió, entonces, cruzar el Salsum y construir un fuerte cerca del campamento enemigo. Se produjeron varias escaramuzas en las que Pompeyo el Joven logró emboscar varias unidades de la caballería cesariana.
En esos momentos Flaco intentó una salida nocturna para destruir el montículo sitiador; durante el combate Pompeyo se percató de lo que sucedía y mandó tropas de refuerzo, pero César pudo contener a ambos contingentes. Poco después, los habitantes enviaron embajadores a pedir clemencia, pero César los rechazó. Empezaron a preparar nuevas defensas, cuando les llegaron mensajes de Pompeyo informándoles que no podría ayudarles y debían intentar huir. Esto dividió a los defensores. César sabía de todo gracias a desertores y espías, por lo que preparó sus defensas. Esa noche los defensores atacaron la torre de asedio e intentaron quemarla, pero fueron vencidos. El 19 de febrero las puertas de Ategua se abrieron por decisión de los habitantes y no de los pompeyanos según Dion Casio. En cambio, en el De bello Hispaniensi, los habitantes primero ofrecieron entregar si a cambio se perdonaban sus vidas. Esto llevó a Flaco a ofrecer su capitulación: «Si me concedes la vida, ahora que estoy abandonado por Cneo Pompeyo, te garantizaré mostrar el mismo coraje inquebrantable en tu apoyo que le he mostrado a él». César respondió «Soy César y seré tan bueno como mi palabra» y al día siguiente entró en la ciudad, siendo proclamado imperator. Poco después, varias tribus se sometieron a César.

### Soricaria
Al saberlo, Pompeyo creyó que César atacaría Ucubi y decidió mover sus posiciones al noroeste de aquella villa, río Salsum arriba. La caída de Ategua le causó innumerables deserciones, así que hizo ejecutar a algunos habitantes de Ucubi acusándolos de cesarianos. Esto se repitió en toda la provincia y solo le ganó popularidad a César.
César marchó río arriba por la orilla contraria. El 4 de marzo estaba en las cercanías de la villa de Soricaria, donde aseguró el acceso de su campamento al río construyendo una trinchera entre ambos. Pompeyo ocupó el fuerte de Aspavia, al sur del río, pero su rival ocupó Soricaria, cruzó el Salsum y estableció un nuevo campamento que cortaba las comunicaciones entre Pompeyo y la guarnición que había dejado en Aspavia. César estaba obligándolo a presentar batalla, así que Pompeyo decidió buscar una posición elevada; pero, cuando sus tropas intentaron subir a una colina, César se adelanto y la subió primero. Desde allí sus legiones atacaron y empujaron a los pompeyanos de regreso al valle de donde venían, causándoles medio millar de muertos (138 legionarios y 324 auxiliares).
Al día siguiente, 6 de marzo, Pompeyo salió temprano para ocupar esa colina, sabedor que César estaba en su campamento. Ordenó a su caballería adelantarse para atacara a los cesarianos cuando salieran a detenerlos. César salió y permaneció en un terreno más bajo, esperando el ataque de Pompeyo, pero este se retiró a Ucubi. César hizo lo mismo y, aunque la caballería pompeyana atacó su retaguardia, sus auxiliares supieron rechazarla. Hubo escaramuzas constantes en los días siguientes y, mientras sufría numerosas deserciones, Pompeyo deseaba una batalla decisiva; pero sabía que César tenía la ventaja en tal circunstancia, así que decidió buscar reclutas y castigar a sus opositores en las villas de la región. Es probable que también temiera que, de no presentar pronto batalla, todos sus seguidores desertarían.

### Hacia el enfrentamiento final
En esta etapa, De bello Hispaniensi se vuelve muy poco claro sobre los sucesos. Esto empeora porque no se sabe dónde estaba Munda, lugar de la batalla decisiva.
Se puede entender que el 10 de marzo Pompeyo llegó a una localidad llamada Hispalis, cuya descripción indica que no es la actual Sevilla. César quemó su campamento en Ucubi, tomó Ventisponte (12 de marzo) y siguió a Carruca (14 de marzo), esperando forzar a Pompeyo a presentar batalla en desventaja. El día 15, los pompeyanos acamparon en la antigua colonia romana inmune de Munda, villa fortificada ubicada sobre una colina inclinada hacia el este, y los cesarianos se establecieron en sus cercanías al día siguiente, al otro lado de un arroyo que cruzaba la planicie cercana, que por su extensión favorecía el uso de la caballería; alrededor del curso de agua había también terrenos pantanosos. Los soldados de Pompeyo empezaron a presionarlo para que enfrentara al enemigo.

## Ubicación

Posibles localizaciones de la batalla.

Tradicionalmente los historiadores españoles y extranjeros habían venido ubicando esta ciudad y el escenario de la batalla, el Campus Mundensis de las crónicas antiguas en muy diversos lugares, entre los cuales gozaba de más favor la población malagueña de Monda (siguiendo la opinión de Ambrosio de Morales, Rodrigo Caro o Enrique Flórez), seguida por la de Montilla (defendida por el influyente Miguel Cortés y López y otros, además de por la lógica cercanía a las referenciadas Corduba/Córdoba y Obulco/Porcuna). Aunque en 1861 los hermanos Oliver Hurtado razonaron mucho en favor de "Ronda la Vieja", cerca de Ronda, terminaron imponiéndose "Los Llanos de Vanda", cerca de la actual Montilla, a raíz de la terminante propuesta de 1887 del coronel Eugène Stoffel, colaborador de Napoléon III que, tras ser apoyada con fuerza por Adolf Schulten en 1940, no tuvo más discusión.
A ellas vinieron a sumarse dos nuevas propuestas de ubicación, en el "Cerro de La Atalaya" (1973) y en el "Alto de las Camorras" (1984-1986), ambas en el término de la moderna Osuna, a cinco kilómetros de distancia una de otra. También hay otro escenario que ha sido defendido como el sitio en el que se dio lugar esta batalla, en la loma en la que se encuentra el castillo de Alhonoz o Aljonoz, antigua fortaleza árabe situada en el término municipal de Herrera, entre las localidades de Herrera y Écija teniendo a sus pies el río Genil.
Todas ellas son localidades de la Bætica (Hispania), pero lo cierto es que no hay aún elementos convincentes para decidirse por alguna en concreto, pues todas tienen algo a favor y algo en contra, y ninguna cuenta con inscripciones geográficas probatorias. Incluso la ciudad podría estar en cualquier otro lugar bético en el ámbito de los cursos fluviales y las otras ciudades citadas por las fuentes en relación con la batalla, por lo que el problema de la ubicación de Munda permanece abierto.

## Fuerzas enfrentadas

### Pompeyanos
Según De bello Hispaniensi, estaba organizado en trece legiones más caballería y auxiliares, aunque Cicerón reduce el número a once legiones. La fuerza total del ejército pompeyano bien pudo sumar 50 000 a 70 000 combatientes según el historiador Luis Amela Valverde. En cambio, su colega Vicente Durán Recio los eleva a 80 000. Isabel Jiménez-Peña los estima en 70 000.
Solo cuatro de las legiones pompeyanas tenían un verdadero valor militar: dos legiones pompeyanas de nativos que lucharon por Varrón, se rindieron y después traicionaron a Longino y Trebonio, otra de colonos romanos en la península y otra traída de África por Cneo que había sido reclutada originalmente por Afranio. Estas tropas sabían que César no perdonaría su traición y estaban motivadas para luchar hasta la muerte.
Las otras nueve eran bisoñas y fueron reclutadas en la Bética y la Citerior principalmente. Las formaban auxiliares locales, tropas de segunda categoría a ojos romanos, especialmente celtíberos, lusitanos e íberos con armamento ligero, dispersos de los restos del ejército de Pompeyo Magno, desertores cesarianos, soldados pompeyanos licenciados tras Ilerda, esclavos fugitivos, veteranos auxiliares, civiles romanizados sin ciudadanía y, según Apiano, muchos libertos que habían sido entrenados por cuatro años para combatir. En la época se suponía que las legiones reclutadas en las campañas se componían de colonos itálicos (todos ciudadanos romanos desde la guerra Social, causada por el deseo de ser integrados con todos los derechos políticos de parte de los itálicos).
El historiador militar estadounidense Theodore Ayrault Dodge creía que debían ser alrededor de 50 000 legionarios, de los que 20 000, como mucho, eran ciudadanos romanos que vivían en Hispania. Debe recordarse que durante la campaña debió sufrir numerosas bajas y deserciones.
Usualmente la mayoría de las tropas auxiliares y caballería provenían de las zonas donde se vivía el conflicto, en este caso Celtiberia, Iberia y Lusitania aunque también había un contingente de jinetes númidas mandados por el príncipe exiliado Arabión y los hijos del rey mauritano Boco II. Estas formaban en las alas sumando alrededor de 6000 soldados a caballo y otro tanto a pie. Durante toda la guerra civil tribus hispánicas combatieron por su padre. Por ejemplo, un contingente combatió en Farsalia, prueba de que la influencia de Pompeyo Magno era capaz de aglutinar distintos pueblos y llevarlos a luchar muy lejos, aunque como estos se agruparon en unidades romanas es posible que en realidad fueran ciudadanos nacidos en la península o colonos instalados recientemente.
Los iberos, que habitaban en la costa mediterránea, fueron los primeros en sumarse. Los celtíberos (las fuentes romanas incluyeron a los carpetanos, oretanos y otros pueblos entre ellos) probablemente fueron los que más ayudaron a Cneo. Los lusitanos, que ya apoyaron a los pompeyanos en el 49 a. C., quizás estaban motivados por los beneficios que Cneo daba a los celtíberos. Por último, tribus noroccidentales como los cántabros y vacceos se sumaron por oportunismo y enemistad a César.
Inicialmente a través de esporádicas levas forzadas, pero después enrolando continuamente voluntarios que deseaban ganar estatus social que daba servir a Roma o ganando pueblos enteros a su causa. Este clientelismo militar venía de tiempos de Sertorio, donde ambos bandos reclutaban numerosos auxiliares. Pompeyo estableció estos vínculos con muchas tribus, aunque no con los lusitanos (que establecieron contacto con su compañero Quinto Cecilio Metelo Pío, quien ganó su lealtad tras vencerlos en el campo de batalla). Debe mencionarse que estas tropas no se sentían identificadas con alguno de las facciones, el sentido político de la guerra civil solo tenía sentido para los colonos romanos.

### Cesarianos
El caudillo llevó un total de 80 cohortes bien armadas equivalentes a 8 legiones. Estas eran la II, la III, la IV, la V, la VI, la IX, la X y la XIII. Pero al contrario de otras campañas, seguramente la mayoría de sus hombres tenían poca o ninguna experiencia militar, solo las legiones V y X se componían puramente de veteranos. Los miembros de aquella última unidad posiblemente habían sido reclutados hacia 61 a. C., cuando César fue propretor de la Ulterior y lo habían acompañado en cada campaña.
Estas unidades tenían en promedio 5000 hombres cada una pero en el caso de las veteranas y diezmadas de César debían rondar los 3000, incluyendo reclutas que eran sumados a las unidades veteranas, mientras que, por el contrario, en la Galia las levas eran usadas para formar nuevas legiones y en menor medida para reemplazar bajas de las viejas. En todo caso, debían ser menos de 40 000 infantes pesados.
A estos se sumaba un contingente de 8000 jinetes mauritanos traídos por el rey Bogud, hermano y rival de Boco II, y posiblemente otros tantos infantes ligeros. En total, serían unos 50 000 soldados según Dodge, mientras que Durán Recio eleva ligeramente la cifra a 55 000. Jiménez-Peña los reduce a 40 000.

## Batalla

### Comienzo
El 17 de marzo comenzó con el caudillo planeando la ruta de sus nuevos movimientos, seguro de que Cneo no presentaría batalla, pero entonces sus espías le informaron que estaba desde la medianoche con sus hombres en formación esperando su aproximación. Según Apiano, Cneo habría acusado a César de ser un cobarde y esto lo motivó a ir a batallar. Tras hacer algunas invocaciones a la diosa Venus, César, aún sabiendo que Cneo tenía ventaja por estar en una elevación con pendiente, ordenó a sus legiones marchar en orden de combate hacia el enemigo.
Según De bello Hispaniensi, César mandó a la X legión a ocupar la derecha de la formación y a las III y V a la izquierda, con las otras cinco en el centro; auxiliares y caballería se ubicaron en las alas. Sin embargo, en el documental Batalla de Munda de 2015, realizado con ayuda de la asociación histórica Hispania Romana, se teoriza que las legiones cesarianas formaron de izquierda a derecha en este orden: IV, II, XIII, V, IX, III y X, más la VI en reserva. También se cree que ordenó al grueso de su caballería, especialmente la del ala izquierda, ocultarse detrás unos montes que quedaban en su retaguardia. En respuesta, Cneo habría ordenado a Labieno comandar las cinco legiones del ala derecha y a Varo las restantes en la izquierda; además, viendo que César apenas tenía caballería para amenazar su ala derecha, hace concentrar a sus jinetes en su centro e izquierda.
Los cesarianos marcharon a través de la planicie pero se detuvieron frente al riachuelo. En ese punto César consultó a sus oficiales si continuar el ataque o no. A él no le gustaba atacar al enemigo con desventaja, pero viendo el ánimo de sus tropas decidió que era el momento de jugársela el todo o nada. Sus legionarios cruzaron el curso fluvial y Cneo, al ver que su enemigo se había quedado detenido un tiempo, creyó que se estaban acobardando y ordenó a su línea bajar levemente en la colina, perdiendo parte de su ventaja. Sin embargo, no avanzaron todo lo que esperaban los cesarianos pues no querían separarse mucho de la seguridad de Munda.

### Choque
Las legiones del caudillo cargaron cuesta arriba y los pompeyanos les arrojaron sus pilum (jabalinas) animados por la creencia que debían vencer o morir, pues sabían que César había masacrado a los que quisieron rendirse en Tapso. Es posible que parte de la caballería pompeyana cargara contra el centro cesariano, siendo rechazada. Dion Casio menciona que muchos auxiliares de ambos bandos empezaron a desertar pero a los legionarios no les importaba, totalmente concentrados en una lucha sin cuartel mientras eran observados por sus comandantes, ubicados en posiciones elevadas a lomos de sus corceles.
Pero, aunque los cesarianos eran superiores en disciplina, la lluvia de dardos hizo tambalearse a los reclutas más jóvenes, amenazando con romper la línea. Tanto que César debió intervenir personalmente para restablecer el orden en la línea y animar a sus legionarios. Aparentemente, el sector más amenazado era la izquierda, donde Labieno estaba atacando a la IV. César mandó a la VI contener a su enemigo, mientras la II giraba y atacaba al ala de Labieno por la derecha. Sin embargo, la IV empezó a ser empujada de vuelta al riachuelo. Floro, en cambio, sostiene que la lucha se prolongó por horas sin vencedor claro, llegando a producirse un momento de silencio donde ambos bandos, como por mutuo acuerdo, parecían preguntarse «¿Cuál iba a ser el final de todo esto?». Entonces, fueron los veteranos de catorce años de campañas quienes empezaron a retroceder, aunque no tan lejos como para empezar a huir.
Fue el momento en que César intervino personalmente. Saltó de su caballo como un loco, agarró a los que huían, animó a los portaestandartes, pronunció exhortaciones, oraciones y reprensiones y se movía de un lado a otro con miradas, gestos y gritos. Finalmente, se quitó el casco, tomó el escudo de un legionario muerto y les dijo a sus oficiales: «Este será el final de mi vida y su servicio militar». Empezó a correr entre las filas de sus soldados reclamándoles que no permitieran la vergüenza de ser capturado por los jóvenes hijos de su mayor rival. Acompañado por sus tribunos, pedía que no acabaran en una derrota una carrera militar tan brillante. Fue la vergüenza más que el valor lo que hizo resistir a los legionarios. Al parecer más de 200 proyectiles le fueron arrojados al caudillo, esquivando algunos y recibiendo otros con su escudo. El historiador británico Nic Fields señala que al demostrar tal valor en la que posiblemente fue la batalla más difícil de su carrera, César animó a sus legionarios, «Aquí estaba un hombre, que solo unos meses antes tenía el mundo a sus pies, ahora en riesgo de morir en algún remoto campo de batalla del sur de Iberia».
Según Casio, fueron ambos comandantes los que se unieron a la lucha esperando animar a los suyos, pero no lograron nada porque ambos bandos se sintieron igual de motivados. Parecía que la batalla terminaría en tablas al anochecer. Floro es más dramático, afirma que la diosa Fortuna parecía estar deliberando sobre a quién favorecer en aquella jornada.

### Maniobra decisiva
Con sus hombres envalentonados por su presencia, César mandó a la veterana X legión a cargar por el flanco derecho y hacen retroceder a los pompeyanos. Cneo sintió la amenaza y ordenó a Labieno, cuyo sector parecía no correr riesgo, enviar una legión para reforzar su izquierda. Probablemente Labieno acabó por enviar tres, ya que se dio cuenta de que las legiones más veteranas de César no estaban en su sector. El hueco en la derecha pompeyana tendría que ser cubierto por parte de los auxiliares que estaban en el extremo de su ala derecha, que quedó desprotegida.
Eso debilitó la derecha pompeyana, lo que permitió a la caballería de Bogud, que no estaba en la línea de combate, atacar el flanco de sus enemigos, rodearlo y asaltar el campamento pompeyano ubicado en retaguardia. Posiblemente lo habría hecho en dos columnas, una para cada objetivo. Labieno se dio cuenta y tomó cinco cohortes para defender su base, pero sus legionarios malinterpretaron el movimiento, creyeron que se retiraba, entraron en pánico y empezaron a huir, colapsando la línea y provocando una carnicería. César se habría dado cuenta de la maniobra de Labieno y animó a sus soldados, diciéndoles que el comandante enemigo huía. Gracias a esto, redoblaron sus esfuerzos y aprovecharon la oportunidad para atacar toda la línea pompeyana.

### Final
Dándose cuenta de que estaba vencido, Cneo huyó herido de una pierna, hacia Corduba con su guardia personal. Probablemente, Bogud, después de saquear el campamento, hizo contacto con la X y empezó a atacar al enemigo por la retaguardia. Apoyada por la caballería, la izquierda cesariana empezó a avanzar y finalmente rodeó al enemigo, que así quedaba completamente embolsado.
Los defensores del campamento pompeyano resistieron a pesar de estar rodeados hasta que fueron totalmente masacrados. Algunos vencidos huyeron a Munda pero esta no fue asaltada al estar los vencedores agotados y la rodearon para que se rindiera con estacas que atravesaban los cadáveres de los vencidos para impedir la huida.
Livio dice que fue una gran victoria obtenida con un gran riesgo. Plutarco afirma: «se dice que César manifestó que siempre había luchado por la victoria, pero que en esta ocasión también había tenido que luchar por su vida». Algo que Apiano corrobora. Floro sostiene que la intervención personal de César en la batalla fue algo sin precedentes. Dodge dice que olvidan lo sucedido en el Sabis o Alesia, ocasiones donde sus legiones casi fueron aniquiladas por los celtas. Suetonio y Floro son aún más dramáticos, arguyendo que el caudillo pensó por un momento en suicidarse al creer la batalla perdida. Al parecer, antes de la confrontación definitiva, el caudillo estuvo deprimido porque dudaba de su buena suerte y temía acabar como su rival, Pompeyo Magno. Por último, para señalar lo difícil de la victoria, Séneca narra una anécdota posterior al retorno de César en Roma de la campaña, cuando se encontró a uno de sus legionarios veteranos pero no pudo reconocerlo. El hombre le habría dicho: «No me sorprende que no me reconozcas. La última vez que nos vimos estaba completo, pero en Munda me sacaron un ojo y me destrozaron el cráneo. Ni reconocerías mi yelmo si lo pudieras ver, porque me lo partió una májaira hispana».

## Consecuencias

### Bajas
Fue la última batalla de César. Las bajas pompeyanas sumaron 30 000 soldados y 3000 équites (caballeros) romanos muertos. Las cesarianas un total de 1000 muertos y 500 heridos. Entre los cadáveres estaban Labieno y Varo, cuyas cabezas le trajeron como botín, pero a quienes el caudillo permitió exequias dignas. Se capturaron 13 águilas romanas y 17 oficiales de alto rango. Las insignias habían sido abandonadas para huir más deprisa y fueron presentadas al general victorioso. Plutarco dice que, antes de partir a Hispania, César realizó un censo de ciudadanos en Italia. Los anteriores habían dado 320 000 en toda la península, pero este arrojó apenas 150 000. Eran las consecuencias de las muertes y destierros producidos por la guerra civil.

### Continuación de la campaña
Máximo fue dejado a cargo de los asedios de Munda y Urso o Ursao (Osuna). Mientras nueve de las legiones pompeyanas huyeron a Corduba. César fue tras ellas y los legionarios, temerosos que los habitantes abrieran las puertas al caudillo, prendieron fuego a la villa hasta reducirla a cenizas, muriendo 22 000 hombres. Los sobrevivientes fueron subastados como esclavos por los legionarios cesarianos, furiosos porque el fuego les había negado el botín; el caudillo no pudo detener ni la masacre ni la subasta.
Aún quedaban opositores en Híspalis, Hasta, Carteya y Gades que debían ser sometidos a la fuerza. Inicialmente, la ciudad de Híspalis se rindió el 4 de abril pero después se sublevó, resultando asediada y saqueada. Hasta (10 de abril) y Gades (12 de abril) se sometieron en cuanto llegó. El templo de Hércules Gaditano fue despojado de sus riquezas. Munda y Ursao se sometieron voluntariamente tras largos asedios, pagando fuertes tributos. En el caso de Munda, César no tuvo clemencia con los guerreros pompeyanos y les dio muerte.
Cneo huyó a Carteya, donde embarcó pero sus naves fueron atacadas por el legado Didio, quien estaba frente a Gades y había salido a perseguirlo, debiendo desembarcar y huir herido hasta Lauro, donde fue traicionado por los indígenas y muerto por los cesarianos. Didio fue muerto por guerreros lusitanos cuando acampó en tierra poco después. La cabeza del joven Pompeyo fue presentada a César y expuesta en Híspalis el 12 de abril. Diez días después, en esa última ciudad dio un discurso recriminatorio ese mismo mes, convirtiendo a las villas filopompeyanas en Municipii Civium Romanorum como castigo y a las filocesarianas en Coloniæ Civium Romanorum como premio. El que tuviera que pasar varios meses sometiendo la provincia después de la gran batalla indica lo fuerte que era la posición pompeyana.
Así, César consiguió pacificar la Citerior y aunque Sexto logró mandar una pequeña resistencia en la Ulterior ya no tenía mayor oposición. Zarpaba de Gades en agosto y llegó a Roma a comienzos del siguiente mes.

### Sucesor
Suetonio dice que durante la campaña el caudillo vio una palma frente a Munda, justo cuando sus tropas cortaban madera para el campamento. Ordenó respetarla como símbolo de victoria y en los días siguientes, a una velocidad sorprendente, al árbol le brotaron nuevas ramas que rápidamente se llenaron de nidos de palomas, animales que odian anidar en esas plantas por sus duras hojas. Esto lo llevó a considerar a su joven sobrino nieto Cayo Octavio Turino como el único digno de sucederlo. César había pedido que este último lo acompañara en la campaña, pero inicialmente enfermó. En cuanto se recuperó, el joven Octavio viajó pero su barco naufragó y con un pequeño séquito debió cruzar el territorio enemigo para llegar al campamento del caudillo, dejándolo impresionado. De hecho, su tío abuelo le permitió compartir su carro. Fue en Calpia (Calpe), cerca de la actual Alicante, en junio. El 15 de septiembre, en Lavico o Labico, aldea cercana de Tusculo del Lacio, cambió su testamento para nombrar al muchacho su principal heredero. Este terminaría por acabar con sus rivales uno por uno y convertir la República en Principado en el 27 a. C..

### Retorno a Roma
Cuando César volvió a Roma realizó algo inédito: un triunfo romano para celebrar una victoria sobre sus compatriotas, especialmente una de las familias de más renombre de la sociedad. Esto generó gran descontento entre los romanos. El caudillo había celebrado triunfos antes por sus victorias, pero sobre extranjeros: celtas, egipcios, pónticos y númidas. La justificación que dio fue que había luchado contra rebeldes hispánicos apoyados por romanos traidores.
Poco después, César consiguió que lo nombraran dictador vitalicio. Los romanos estaban aliviados, era una tiranía pero mejor el gobierno de uno que continuara la guerra civil. Ahora que tenía el poder absoluto empezó a planear una gran campaña para derrotar al Imperio parto, llegar hasta Hircania en las costas del mar Caspio y marchar por el Cáucaso para enfrentar a los escitas. Después quería atacar Dacia y Germania para volver a la Galia y finalmente Italia.

### Clásicas
De las obras antiguas, los libros son citados con números romanos y capítulos y/o párrafos con indios.
- Anónimo. De bello Hispaniensi (DBH). Versión en inglés en UChicago, basada en traducción latín-inglés de A. G. Way, 1955, Loeb Classical Library. Versión en latín en The Latin Library. En español en Imperium.
- Apiano. Las guerras civiles. Libro II. Parte de Historia Romana. Digitalizado por Perseus. Basado en traducción griego antiguo-inglés por Horace White, Londres: MacMillan & Co., 1899. Véase también versión digitalizada en UChicago. Basada en traducción de latín-inglés por Horace White, Loeb Classical Librery, 1913.
- Dion Casio. Historia romana. Libro XLIII. Digitalizado por UChicago. Basado en Loeb Classical Library, volumen 4, traducción griego antiguo-inglés por Earnest Cary, 1916.
- Lucio Aneo Floro. Epítome. Libro II. Digitalizado por UChicago. Basado en traducción latín-inglés y edición por E. S. Forster, Loeb Classical Library, 1924.
- Marco Tulio Cicerón. Cartas a los familiares. Libro VI. Digitalizado por UChicago. Basado en traducción latín-inglés por William Glynn Williams, Loeb Classical Library, 1927.
- Plinio el Viejo. Naturalis historia. Libro III. Digitalizado por UChicago. Basado en edición latina de Karl Mayhoff, Teubner, 1905.
- Plutarco. Vida de César. Parte de Vidas paralelas. Digitalizado en UChicago. Basada en traducción de latín-inglés por Bernadotte Perrin, Loeb Classical Librery, volumen VII, 1919. En español en Imperium.
- Séneca. De los beneficios. Libro V. Digitalizado por Perseus. Basado en edición latina por John W. Basore, Londres & Nueva York: Heinemann, volumen 3, 1935.
- Suetonio. El divino Julio César. Parte de Vidas de los doce césares. Digitalizado por UChicago. Basado en traducción latín-inglés por J. C. Rolfe, Loeb Classical Library, 1913. Véase también versión digitalizada por Perseus. Basado en edición y traducción latín-inglés por J. Eugene Reed & Alexander Thomson, Filadelfia: Gebbie & Co., 1889.
- Suetonio. El divino Augusto. Parte de Vidas de los doce césares. Digitalizado por UChicago. Basado en traducción latín-inglés por J. C. Rolfe, Loeb Classical Library, 1913. Véase también versión digitalizada por Perseus. Basado en edición y traducción latín-inglés por J. Eugene Reed & Alexander Thomson, Filadelfia: Gebbie & Co., 1889.
- Tito Livio. Periocas. Versión digitalizada en 2003 por Livius. Basada en The Latin Library corregida con la edición de Paul Jal, Budé-edition, 1984. Traducción latín-inglés por Jona Lendering & Andrew Smith. Es un índice y resumen de una edición del siglo IV de su obra Ab Urbe condita (hoy mayormente perdida).
- Veleyo Patérculo. Compendio de la Historia romana. Libro II. Digitalizado en inglés por Bill Mayer en UChicago. Basado en la obra de 1924, por la Loeb Classical Library, traducción latín-inglés y edición por Frederick W. Shipley.

### Modernas
- Alajarín Cascales, Carlos (2011). «Las monedas emitidas en Hispania durante la guerra civil entre Pompeyo y César». Objetos y Monedas No Identificados (OMNI) (3).
- Aldama, Dionisio S. de & Manuel García González (1860). Historia general de España desde los tiempos primitivos hasta fines del año 1860: inclusa la gloriosa guerra de África. Madrid: Manuel Tello.
- Amela Valverde, Luis (2002). Las clientelas de Cneo Pompeyo Magno en Hispania. Barcelona: Edicions Universitat Barcelona. ISBN 978-8-44752-735-9.
- Amela Valverde, Luis (2002). «La participación de los mauretanos en la batalla de "Munda"». Aquila legionis: cuadernos de estudios sobre el Ejército Romano (3): 43-64. ISSN 1578-1518.
- Arrayás Morales, Isarías (2006). «La instauración del modelo imperial en "Hispania": la obra de César y Augusto». War and territory in the Roman world: Guerra y territorio en el mundo romano. Barcelona: John and Erica Hedges Ltd. Coordinación de Antoni Ñaco del Hoyo e Isaías Arrayás Morales. Prólogo de Paul Erdkamp. pp. 176-201. ISBN 9781841717524.
- Blanco Freijeiro, A. (1983). «La Munda del coronel Stoffe». Ategua. Noticiario Arqueológico Hispánico (1): 130-132.
- Caballos Rufino, Antonio (2007). «Aquella terrible primavera del 45 a. C.». Cuadernos de los Amigos de los Museos de Osuna (9): 8-12. ISSN 1697-1019.
- Canfora, Luciano (2007). Julius Caesar: The Life and Times of the People's Dictator. Berkeley: University of California Press. Traducción italiano-inglés por Marian Hill & Kevin Windle. ISBN 9780520235021.
- Canto, Alicia M. (1997). «Algo más sobre Marcelo, Corduba y las colonias romanas del año 45 a. C.». Gerión (15): 253-282.
- Carcopino, Jérôme (2004). Julio César: el proceso clásico de la concentración del poder. Madrid: Rialp. Traducción italiano-español por Juan Antonio Campuzano. ISBN 9788432135101.
- Corzo Sánchez, R. (1973). «Munda y las vías de comunicación en el Bellum Hispaniense». Habis (4): 241-252.
- De Morales, Ambrosio & Florián de Ocampo (1791). Crónica general de España que continuaba Ambrosio de Morales. Madrid: Librería de Quiroga en la Oficina de Don Benito Cano.
- Dodge, Theodore Ayrault (1900). Caesar: a history of the art of war among the Romans down to the end of the Roman empire, with a detailed account of the campaigns of Caius Julius Caesar (en inglés). Boston: Houghton, Mifflin & Company.
- Durán Recio, Vicente; Ferreiro López, Manuel Ángel (1984). «Acerca del lugar donde se dio la batalla de Munda». Habis (15): 229-235.
- Durán Recio, Vicente (2002). La batalla de Munda. Écija: Gráficas Sol.
- Ferreiro López, Manuel Ángel (1986). «Acerca del emplazamiento de la antigua ciudad de Cárruca». Habis (17): 265-270.
- Ferreiro López, Manuel Ángel (1987). «Munda y el campus mundensis». Anales de la Universidad de Cádiz (3-4): 123-136. ISSN 0213-1595.
- Fields, Nic (2010). Julius Caesar. Oxford: Osprey Publishing. ISBN 9781846039287.
- Jiménez-Peña Barba, Isabel (2016). «La Batalla de Munda: una de las más importantes del mundo romano y una de las menos esclarecidas en el entorno de la Hispania romana». ArtyHum: Revista Digital de Artes y Humanidades (30): 89-101. ISSN 2341-4898.
- Kamm, Antony (2006). Julius Caesar: A Life. Londres: Routledge. ISBN 9781134220335.
- Melchor Gil, Enrique (2005). «Entre Corduba y Munda: la campaña militar del 45 a. C. y su desarrollo en la Campiña de Córdoba». Julio César y Corduba: tiempo y espacio en la campaña de Munda (49-45 A.C.). Córdoba: Universidad de Córdoba. pp. 363-381.
- Mommsen, Theodor (1911).  C. Bryans & F.J.R. Hendy, ed. History of Rome: The Revolution. Tomo IV. Nueva York: Charles Scribner's sons.
- Novillo López, Miguel Ángel (2011). Breve historia de Julio César. Madrid: Nowtilus. ISBN 9788499670324.
- Oliver Hurtado, José; Oliver Hurtado, Manuel (1861). «Apéndice III». Munda Pompeiana: Memoria. Madrid: Imprenta Manuel Galiano & Real Academia de la Historia. pp. 341-371.
- Pemán, C. (1988). «Nuevo ensayo de interpretación de la topografía del «Bellum Hispaniense»». Anejos de Gerión (Madrid: Universidad Complutense) (1): 35-80. ISSN 0213-0181.
- Perea Yébenes, Sabino (2005). «La batalla de Munda, César, y el primer viaje de Octaviano a Hispania, según el testimonio de Nicolás de Damasco». Gerión. Revista de Historia Antigua XXIII (2): 7-18.
- Roth, Jonathan P. (1999). The Logistics of the Roman Army at War: 264 B.C. - A.D. 235. Boston: BRILL. ISBN 9789004112711.
- Sabau y Blanco, José (1817). Historia General de España. Tomo II. Madrid: Imprenta de Leonardo Núñez de Vargas.
- Segura Ramos, Bartolomé (2003). «Munda». Faventia XXV (1): 179-183.
- Sheppard, Si (2009). César contra Pompeyo. Farsalia. Barcelona: Osprey. Traducción inglés-español de Eloy Carbó Ros. ISBN 9788447363797.
- Silva, Luis (2013). Viriathus: and the Lusitanian Resistance to Rome 155-139 BC. Nueva York: Pen and Sword. ISBN 9781473826892.
- Soler, Leandro (1777). Cartagena De España Ilustrada: Su Antigua Silla Metropolitana Vindicada Su Hijo S. Fulgencio, Doctor, Y Su Prelado, Defendido. Tomo I. Murcia: Benedito.
- Tovar Llorente, Antonio (1939). «Sobre la batalla de Munda». Boletín del Seminario de Estudios de Arte y Arqueología (6): 239-240.

### Noticias y artículos
- “La controversia sobre dónde tuvo lugar la lucha de los dos ejércitos romanos aún sigue abierta”. Periódico El día de Córdoba. Publicado el 26 de enero de 2009.
- Gómez Pantoja, Joaquín L. (2005). “Buscando desesperadamente Munda”. En Melchor Gil, Enrique; Mellado Rodríguez, Joaquim & Rodríguez-Neila, Juan Francisco. Julio César y Corduba: Tiempo y espacio en la campaña de Munda (49-45 a. C.). Córdoba: Servicio de Publicaciones de la Universidad de Córdoba, pp. 89-137. Actas del Simposio organizado por la Facultad de Filosofía y Letras de la Universidad de Córdoba y el Departamento de Ciencias de la Antigüedad y de la Edad Media, 21-25 de abril de 2003. ISBN 84-7801-760-7.
- Grandes Batallas de la Historia. Ficha: Batalla de Munda. Web Artehistoria.
- Segunda Guerra Civil Romana (49-44 a. C.). César contra Pompeyo. Web Arrecaballo.

### Documentales
- Discurso de Julio Merino en la inauguración de un monolito de la Batalla de Munda en los "Llanos de Vanda", actual término de Castro del Río (Córdoba, publicado el 17 de marzo de 2011. Consultado el 27 de agosto de 2011.
- Documental Batalla de Munda, dirigido por Hugo Stuven, producción de José Álvarez, productora Arauco Video, 2009, distribución por Canal Sur 2, España. Subido a YouTube por canal M. Ful. Toletanvs el 17 de septiembre de 2015.

- Datos: Q516760
- Multimedia: Battle of Munda / Q516760